# Supaksorn Chaimongkol
Supaksorn Chaimongkol (Supakson Chaimongkol / ศุภักษร ไชยมงคล /ศุภักษร เรืองสมบูรณ์), surnommée Kratae (กระแต), née le 2 décembre 1982 à Bangkok, est une actrice et mannequin thaïlandaise.

## Biographie
Supaksorn Chaimongkoi est un mannequin : elle participe par exemple au Bangkok Motorbike Festival en janvier 2013, au 10e anniversaire du Milk Fest Festival en 2018, pose pour des marques de lingerie , etc.
Elle joue dans une quinzaine de films où elle est presque toujours l'actrice principale sauf dans Kunpan : Legend of the Warlord de Tanit Jitnukul, Pai in Love et Ghost Day où elle est actrice secondaire.
Elle est aussi actrice dans des séries télévisées.

## Filmographie
- 2002 : Kunpan : Legend of the Warlord[8]
- 2002 : The Treck (ดงพญาไฟ)
- 2004 : L'art du diable (Art of The Devil / คนเล่นของ)[9]
- 2005 : Andaman Girl (จี้)
- 2006 : Navy Boys (น้ำพริกลงเรือ)
- 2006 : Dangerous Flowers (Chai Lai)[10]
- 2007 : คนหิ้วหัว (Khon hew hua)
- 2007 : Brave
- 2008 : ห้าแถว / 5 แถว (Ha Taew / 5 Taew)
- 2008 : Handle Me With Care (กอด)[11]
- 2009 : Pai in Love
- 2010 : Still (ตายโหง)
- 2010 : Knockout Ultimate Experience / BKO : Bangkok Knockout  (โคตรสู้ โคตรโส)[12]
- 2012 : Ghost Day (แก๊งค์ตบผี)
- 2013 : Pawn Shop (โลงจำนำ / Long Jam Nam)[13]